# ハウジネイ・アニヴェルサ・フレイレ
ハウジネイ・アニヴェルサ・フレイレ（Raudnei Aniversa Freire または Raudinei Anversa Freire、1965年7月18日 - ）は、ブラジル・サンパウロ州出身の元サッカー選手。ポジションはフォワード。

## 来歴
1980年代中盤にサンパウロ州のCAジュベントスでデビューした。州内のビッグクラブからの関心も集めたが、その後はポルトガルのFCポルトやスペインのデポルティーボ・ラ・コルーニャといったヨーロッパのクラブでプレーした。1988-89シーズンから1989-90シーズンの途中まで在籍したポルトでは7試合出場2ゴールにとどまったが、1988-89シーズン途中から1989-90シーズンまで在籍したデポルティーボでは、セグンダ・ディビシオンで67試合に出場して16ゴールを挙げた。
バイーアに所属した1994年、カンピオナート・バイアーノのタイトルが懸かった1994年8月7日のバイーア対ヴィトーリアの試合（バ＝ヴィ）において、ハウジネイはアディショナルタイムに同点ゴールを決めてスコアを1-1のドローとし、それによりバイーアの劇的な優勝が決まった。
1996年のシーズン途中に、Jリーグ昇格1年目でリーグ戦前半が全敗だった京都パープルサンガに加入した。ナビスコカップでは5得点したが、リーグ戦では無得点に終わり、この年限りで退団した。

## 個人成績
| 国内大会個人成績 | 国内大会個人成績 | 国内大会個人成績 | 国内大会個人成績 | 国内大会個人成績 | 国内大会個人成績 | 国内大会個人成績 | 国内大会個人成績 | 国内大会個人成績 | 国内大会個人成績 | 国内大会個人成績 | 国内大会個人成績 |
| 年度             | クラブ           | 背番号           | リーグ           | リーグ戦         | リーグ戦         | リーグ杯         | リーグ杯         | オープン杯       | オープン杯       | 期間通算         | 期間通算         |
| 年度             | クラブ           | 背番号           | リーグ           | 出場             | 得点             | 出場             | 得点             | 出場             | 得点             | 出場             | 得点             |
| 日本             | 日本             | 日本             | 日本             | リーグ戦         | リーグ戦         | リーグ杯         | リーグ杯         | 天皇杯           | 天皇杯           | 期間通算         | 期間通算         |
| ---------------- | ---------------- | ---------------- | ---------------- | ---------------- | ---------------- | ---------------- | ---------------- | ---------------- | ---------------- | ---------------- | ---------------- |
| 1996             | 京都             | -                | J                | 5                | 0                | 10               | 5                | 0                | 0                | 15               | 5                |
| 通算             | 日本             | 日本             | J                | 5                | 0                | 10               | 5                | 0                | 0                | 15               | 5                |
| 総通算           | 総通算           | 総通算           | 総通算           | 5                | 0                | 10               | 5                | 0                | 0                | 15               | 5                |